# Liste der Äbte und Bischöfe von Alet
Die folgenden Personen waren Äbte und Bischöfe von Alet (Frankreich):

## Äbte
- Benedikt (970)
- Gregor (1050)
- Raimond I. (1101)
- Bernard I. (1162)
- Pons Amelius (ca. 1167–1197)
- Bernard II. de Saint-Ferreol (1197)
- Boson (ca. 1200 bis ca. 1230)
- Udalger d’Ajort (1234 bis ca. 1260)
- Raimond II. (ca. 1265 bis ca. 1273)
- Bertrand (1284)
- Peter (1303)
- Barthélemy (ca. 1310–1318)

## Bischöfe
- 1318–1333: Barthélemy, Abt von Sainte-Marie d’Alet
- 1333–1355: Guillaume I. d’Alzonne, Abt von la Grasse († 1355)
- 1355–1363: Guillame II., Abt von Sendras († 1363)
- 1363–1385: Arnaud de Villars (auch Bischof von Mirepoix) († 1385)
- 1385–1386: Pierre Aycelin de Montaigut
- 1386–1390: Robert du Bosc, Abt von Bourg-Dieu (auch Bischof von Couserans und Mende)
- 1390–1420: Henri I. Bayler (auch Bischof von Valence und Die) († 1420)
- 1421–1441: Pierre II. Assalbit (zuvor Bischof von Condom)
- 1441–1442: Antoine de Saint-Étienne
- 1443–1447: Pierre III.
- 1448–1454: Élie de Pompadour (auch Bischof von Viviers)
- 1454–1455: Louis d’Aubusson
- 1455–1460: Ambroise de Cameraco, Abt von Saint-Germain-des-Prés
- 1461–1468: Antoine I. Gobert († 1468)
- 1468–1486: Guillaume III. Oliva († 1486)
- 1487–1488: Pierre III. Hallwyn
- 1489–1508: Guillaume IV. de Rupe, Abt von Montolieu († 1508)
- 1508–1523: Pierre IV. Raymond de Guiert, Abt von Sorèze
- Jean Dupuy, Abt von Saint-Tibéry
- 1524–1540: Guillaume V. de Joyeuse
- 1541–1559: Guillaume VI. de Joyeuse
- 1560–1564: François de Lestrange († 1564)
- 1565–1594: Antoine II. de Dax, Abt von Saint-Polycarpe
- 1594–1603: Christophe de L’Estang (auch Bischof von Lodève und Carcassonne)
- 1603–1603: Pierre V. de Polverel († 1603)
- 1607–1637: Étienne de Polverel († 1637)
- 1637–1677: Nicolas Pavillon († 1677)
- 1677–1684: Louis-Alphonse de Valbelle (auch Bischof von Saint-Omer)
- 1684–1698: Victor-Augustin de Méliand (auch Bischof von Gap)
- 1698–1708: Charles-Nicolas Taffoureau de Fontaine († 1708)
- 1708–1723: Jacques Maboul († 1723)
- 1723–1762: Joseph-François de Boucaud († 1762)
- 1763–1793: Charles de la Cropte de Chantérac († 1793)